# Lekkoatletyka na Letnich Igrzyskach Olimpijskich 1952 – sztafeta 4 × 100 m kobiet
Sztafetę 4 × 100 metrów kobiet podczas XV Letnich Igrzysk Olimpijskich w Helsinkach rozegrano  27 lipca 1952 (eliminacje i finał) na Stadionie Olimpijskim w Helsinkach. Zwycięzcą została sztafeta Stanów Zjednoczonych, która biegła w składzie: Mae Faggs, Barbara Jones, Janet Moreau i Catherine Hardy, która w finale ustanowiła rekord świata uzyskując czas 45,9 s.

## Rekordy
|                   | Reprezentacja | Zawodniczki                                              | Czas | Data                 | Miejsce |
| ----------------- | ------------- | -------------------------------------------------------- | ---- | -------------------- | ------- |
| Rekord świata     | III Rzesza    | Emmy Albus, Käthe Krauß, Marie Dollinger, Ilse Dörffeldt | 46,4 | 8 sierpnia 1936(dts) | Berlin  |
| Rekord olimpijski | III Rzesza    | Emmy Albus, Käthe Krauß, Marie Dollinger, Ilse Dörffeldt | 46,4 | 8 sierpnia 1936(dts) | Berlin  |

## Wyniki
| Poz. - pozycja |
| – rekord świata \| – rekord krajowy \| – rekord życiowy \| = – wyrównany rekord życiowy \| · – najlepszy wynik w sezonie \| = – wyrównany najlepszy wynik w sezonie \| – rekord olimpijski |
| Fn – falstart \| DNF – nie ukończył \| DNS – nie wystartował \| DSQ – zdyskwalifikowany |

### Eliminacje
15 sztafet przystąpiło do biegów eliminacyjnych. Rozegrano trzy biegi. Do finału awansowały po dwie najlepsze sztafety w każdym biegu (Q).

#### Bieg 1
| Poz. | Państwo           | Zawodniczki                                                                    | Rezultat | Uwagi |
| ---- | ----------------- | ------------------------------------------------------------------------------ | -------- | ----- |
| 1    | Australia         | Shirley Strickland de la Hunty, Verna Johnston, Winsome Cripps, Winsome Cripps | 46,1     | Q,    |
| 2    | Holandia          | Gré de Jongh, Puck Brouwer, Nel Büch, Willy Lust                               | 47,1     | Q,    |
| 3    | Argentyna         | Lilian Heinz, Lilián Buglia, Gladys Erbetta, Ana María Fontán                  | 47,9     |       |
| 4    | Polska            | Maria Arndt, Maria Ilwicka, Genowefa Minicka, Eulalia Szwajkowska              | 48,1     | [ 3 ] |
| 5    | Protektorat Saary | Inge Glashörster, Inge Eckel, Hilde Antes, Ursel Finger                        | 49,0     |       |

#### Bieg 2
| Poz. | Państwo           | Zawodniczki                                                                 | Rezultat | Uwagi |
| ---- | ----------------- | --------------------------------------------------------------------------- | -------- | ----- |
| 1    | Stany Zjednoczone | Mae Faggs, Barbara Jones, Janet Moreau, Catherine Hardy                     | 46,5     | Q     |
| 2    | Wielka Brytania   | Sylvia Cheeseman, June Foulds, Jean Desforges, Heather Armitage             | 46,6     | Q,    |
| 3    | Włochy            | Vittoria Cesarini, Milena Greppi, Giuseppina Leone, Liliana Tagliaferri     | 47,4     |       |
| 4    | Szwecja           | Anna-Lisa Augustsson, Agneta Hannerz, Greta Magnusson, Nell Sjöström        | 47,8     | [ 5 ] |
| –    | Węgry             | Ilona Tolnai-Rákhely, Ibolya Tilkovszky, Aranka Szabó-Bartha, Olga Gyarmati | DSQ      |       |

#### Bieg 3
| Poz. | Państwo   | Zawodniczki                                                               | Rezultat | Uwagi |
| ---- | --------- | ------------------------------------------------------------------------- | -------- | ----- |
| 1    | Niemcy    | Ursula Knab, Maria Sander, Helga Klein, Marga Petersen                    | 46,3     | Q,    |
| 2    | ZSRR      | Irina Turowa, Jewgienija Sieczenowa, Nadieżda Chnykina, Wira Kałasznikowa | 46,7     | Q,    |
| 3    | Kanada    | Frances O’Halloran, Luella Law, Rosella Thorne, Eleanor McKenzie          | 47,3     |       |
| 4    | Francja   | Alberte de Campou, Denise Laborie, Marcelle Gabarrus, Yvette Monginou     | 47,6     | =     |
| 5    | Finlandia | Maire Österdahl, Leena Sipilä, Aino Autio, Ulla Pokki                     | 50,2     |       |

### Finał
| Poz. | Państwo           | Zawodniczki                                                                    | Rezultat | Uwagi |
| ---- | ----------------- | ------------------------------------------------------------------------------ | -------- | ----- |
| 1    | Stany Zjednoczone | Mae Faggs, Barbara Jones, Janet Moreau, Catherine Hardy                        | 45,9     | [ 1 ] |
| 2    | Niemcy            | Ursula Knab, Maria Sander, Helga Klein, Marga Petersen                         | 45,9     | [ 1 ] |
| 3    | Wielka Brytania   | Sylvia Cheeseman, June Foulds, Jean Desforges, Heather Armitage                | 46,2     | [ 4 ] |
| 4    | ZSRR              | Irina Turowa, Jewgienija Sieczenowa, Nadieżda Chnykina, Wira Kałasznikowa      | 46,3     | [ 3 ] |
| 5    | Australia         | Shirley Strickland de la Hunty, Verna Johnston, Winsome Cripps, Winsome Cripps | 46,6     |       |
| 6    | Holandia          | Gré de Jongh, Puck Brouwer, Nel Büch, Willy Lust                               | 47,8     |       |